# Princesas do mar
Princesas do mar (Princesas del mar en Hispanoamérica y El reino de Acuática en España) es una serie animada de origen brasileño creada en 2007 y basada en los libros infantiles Princesas do mar creados por Fábio Yabu y Ricardo Mita. Fue producida por una coproducción entre Neptuno Films (España), Southern Star (Australia) y Flamma Films (Brasil). En Latinoamérica, la serie fue transmitida en Discovery Kids desde 2008 hasta 2013.

## Formato
La serie se centra en el Reino de Salacia (un reino bajo el mar), en donde viven varias familias de reyes, reinas, príncipes y princesas que representan varias especies marinas, donde las protagonistas son niñas princesas.
Las niñas asisten a la escuela junto con otras princesas donde les enseña su profesora, la señorita Marcia. Todas las aventuras de las princesas se basan en su punto de vista infantil y a la vez dejan una enseñanza relacionada con el conservacionismo (protección de la fauna marina), relaciones de amistades y relaciones familiares.
Se revela que la serie se ambienta en el Mar Mediterráneo y que las Princesas del Mar viven en la costa de Italia, ya que apareció un niño hablando en un idioma italiano, en el episodio El chico.

## Capítulos
Se emitieron un total de 104 Capítulos dividido en 2 Temporadas

### Temporadas
| Temporada | Episodios |
| --------- | --------- |
| 1         | 53        |
| 2         | 51        |

### Temporada 1
- Perdidas
- La perla
- El chico
- Los pingüinos dorados
- El baile real
- El pez más grande
- El diario
- El juguete
- La corona perdida
- Las niñeras
- El regreso
- Sin hogar
- El monstruo
- La fiesta
- Clase de Arte
- La Pintura
- La nueva mascota
- Miedo escénico
- La Pelea
- El Silencio
- La Excusa
- La Carrera
- El rescate
- Quien es quien
- Compartir
- Tubarina Todopoderosa
- El pulpo cosquilloso
- La estrella fugaz
- El truco
- El gran juego
- Demasaidos Amigos
- Los Tiburones Martillo
- El Hermano mayor
- El Reino Perdido
- El Obsequio
- Ester se enamora
- El cobre cabezas
- El misterio de la manzana
- El cambio de imagen
- La muñeca
- Mejores amigos
- El nuevo maestro
- El Gran Iceberg
- Un problema de peso
- La tortuga valiente
- El reto
- Escapemosnos
- El carnaval
- La Princesa Perdida
- Ordenes y más Ordenes
- El pez ángel
- El miedo de éster
- Ballena en probñemas

### Temporada 2
- Arregalndo amistades
- La Nueva Princesa
- Las Princesas Bailarinas
- Malas Vibraciones
- Rumores 59/104
- La Batalla de las Bandas
- La Abuela a la Fuga
- La Princesa Mala
- El Delfín Enfermo
- Una Cuestión de Tamaño
- Pulpina la Maestra
- Los Piratas
- Un Poco de Ayuda
- Desastre Total
- El Amigo de Marcelo
- El Mural
- El Arrecife Prohibido
- El Accidente
- Los Pájaros
- El Anillo
- Los Guardianes
- Amigas Para Siempre
- Un Admirador Secreto
- La Princesa Muchospucheros
- Las Clases de Piano
- El Amor de un Tiburón
- Las Gemelas
- El Tesoro
- La Estrella de Mar Gigante
- Magia
- La Pócima Marina
- El Mordisco
- Me Pica la Muñeca
- La Fiesta Sorpresa
- Crecer
- ¿Qué Se Cuece?
- La Fuga de Estrella
- Un Pez Desagradecido
- Un Tiburón Muy Juguetón
- El Susto
- La Incubación
- El Adulador
- Maremoto
- Combate entre Centollos
- Las Auténticas Princesas
- La Grieta de la Destrucción Total
- El Sanador
- ¿Quién es el Culpable?
- El Concurso de Matemáticas
- La Belleza
- El Último

## Personajes principales
Los príncipes y princesas desempeñan un papel importante a la hora de cuidar su medio ambiente y acuden a la escuela junto con otros compañeros reales para prepararse a la hora de asumir el trono.
Cada reino es gobernado por un rey, una reina y su respectiva/o príncipe/princesa.

### Pulpina (Pulpita - España) (Polvina)
Rosa
Es la princesa del Reino de los pulpos. Constituye la mente mediadora cuando surgen problemas entre sus amigas y les recuerda lo correcto para resolverlos, también tiene un pulpo mascota llamado Bracitos. Su personalidad es muy pacífica y amable. Es optimista, dulce y gentil.
Es muy aplicada en la escuela y la mejor amiga de Ester y Tiburina.
Tiene 6 años y su signo zodiacal es Tauro.
Voz en español: Ariela Yuri

### Ester (Estrella - España)
Amarillo
Princesa del Reino de las estrellas de mar. 
Su personalidad fluctúa según la situación que se presente, en algunos casos accediendo al plan de los demás y en otras llevándolo a su manera, llevándola a veces a medidas poco honestas y esta relajada, tiene una estrella del mar mascota llamada Puntitas.
Aunque se dice que Pulpina y Tiburina son sus mejores amigas, a veces parece llevarse mejor con Pulpina que con Tiburina, y suele visitar su casa después de clases y sábados.
Su mayor deseo es poder convivir con el mundo terrestre y conocer las estrellas del cielo.
Tiene 6 años y su signo zodiacal es Virgo.
Voz en español: Carolina Highet

### Tiburina (Tubarina)
Azul
La princesa del Reino de los tiburones posee una personalidad muy rebelde, fría, enojona, gruñona, egoísta, explosiva y generalmente se comporta de una manera muy mandona, llevando en muchos casos problemas para ella y sus compañeras. A pesar de ello, es muy amable e inteligente. Siempre se viste de azul y también tiene un tiburón mascota llamado Dentín.
Tiene un primo llamado Marcelo, príncipe de los tiburones martillo su amistad esta en un nivel muy bajo debido a las constantes bromas estúpidas por parte de su primo y las constantes peleas entre ambos. De igual manera, el hermano mayor de Tiburina, Vito, no es de su agrado ya que siempre le da órdenes, aunque al final, terminan siendo buenos amigos.
Es un año mayor que Pulpina y Ester, tiene 7 años y su signo zodiacal es Aries.
Voz en español: Daniela Palavecino

### Soraya (Soraia)
Rosa Oscuro
Princesa del Reino de las mantarrayas. Su personalidad es amigable y muy enérgica. Es muy diligente en la escuela de talentos. Le gusta nadar, bailar, las acrobáticas con lira, el contorsionismo, las piernas largas y piensa que las manta-rayas son el "pez más genial del mundo". Ella también es muy divertida y está de acuerdo en que ver una raya nadando libremente es algo fascinante e inusual, siempre tengo una solución cuando Soraya o sus amigos están en problemas, siendo capturados y secuestrados. Cuando los amigos discuten entre sí, se da cuenta de que pocos salatianos y sertanejos no están de acuerdo, y suele actuar como una mediadora, dando la forma adecuada de solucionar sus problemas, peligros y secuestros. Ella también admira a su padre y a su madre, o al Rey y la Reina Manta-Rayas, y espera algún día ser una gran gobernante como ellos, a quienes llama los peces más lindos del mundo. Además que ella siempre se viste de rosa oscuro.
Tiene una mantarraya mascota, llamada Área, el profesor de baile y acrobacias.
Tiene un hermano mayor, llamado OC, príncipe de las mantarrayas, no le cae bien, porque siempre la manda, regresa al final, y nunca terminan siendo amigos con uno al otro.
Tiene 7 años y su signo zodiacal es Libra.

### OC
Es el príncipe del Reino de las mantarrayas.
El hermano mayor de Soraya. Le encanta el circo y el ballet, pero su padre y su madre, el Rey y la Reina Manta-Raya, prefieren que su hijo practique el circo. A pesar del desacuerdo inicial de su padre y su madre, poco a poco llega a apreciar el talento de OC y lo anima a continuar con su sueño artístico. Durante todos los nuevos episodios que se transmiten antes de que aparezca OC, Soraya parece ser hija única, ya que OC tardó varios episodios en aparecer. Solo por su apariencia y lo que se dice de él, se revela que Soraya y OC eran los únicos hijos, pero antes de aceptarlo finalmente, parece que ni siquiera lo quiere como hermano. 
Tiene 9 años y su signo zodiacal es Libra.

### Marcelo
Es el príncipe del Reino de los tiburones martillo y el primo de Tiburina. Es un chiquillo muy malcriado y en ocasiones odioso y no muy buen amigo con su prima ni las otras chicas, pero es un buen niño a pesar de todo. Su mejor amigo es Hugo, príncipe de las tortugas marinas, hermano gemelo de Tata. 
Tiene 8 años y su signo zodiacal es Libra.
Voz en español: Rodrigo Contreras

### Hugo
Es el príncipe de las tortugas marinas y el hermano gemelo de Tata. Al igual que Tata, a Hugo le encanta los deportes, especialmente los deportes radicales. Es el mejor amigo de Marcelo, primo de Tiburina, lo que siempre genera muchas confusiones. Hugo también es una artista hábil y es capaz de hacer hermosas esculturas que impresionan incluso a la Señorita Marcia. 
Tiene 7 años y su signo zodiacal es Cáncer.
Voz en español: Daniel Streeter

### Bea (Bia)
Ella es la princesa del Reino de las profundidades y su piel es muy pálida debido a la poca luz que llega a sus dominios y tiene una anguila mascota llamada Resbaloso.
Posee un báculo con luz para iluminarse, su cabello es negro y tiene un mechón rojo.
Puede modificar su voz para sonar algo aterradora y ahuyentar a extraños, aunque en el fondo ella es muy amigable y gusta de la compañía de las princesas principales. Además usa un vestido de color blanco.
Ella parece ser mayor que las demás chicas de Salacia. Tiene aproximadamente 12 años y se desconoce su signo zodiacal.
Voz en español: Ximena Marchant

### Electra (Eletropaula)
Princesa del Reino de las anguila eléctricas. Su personalidad es muy hiperactiva y electrizante, según sus compañeros. La acompañan dos amigas anguilas llamadas Zap y Chispa. Además que ella siempre viste de verde claro.
Posee una lámpara en su corona que se enciende cuando se sorprende.
Tiene 6 años y su signo zodiacal es Aries.

### Tata
Es la princesa del Reino de las tortugas. Es una de las pocas que conoce la tierra firme de cerca.
Ella se encarga de cuidar que las tortugas no sean atacadas por los humanos y puedan desovar tranquilamente.
Su corona es muy dura y le sirve de casco protector. Es la hermana gemela de Hugo.
Tiene 7 años y su signo zodiacal es Cáncer.

### Isa
Es la princesa del Reino de los pingüinos. Ella es muy amable y educada, también cuida mucho de los animales de su reino. Su casa se halla en el Polo Sur, haciéndola la única princesa que no vive bajo el agua.
Puede soportar muy bien el frío. El gorro navideño que porta en su corona es un regalo de Papá Noel, el cual, según ella, le ayuda a respirar bajo el agua y nadar perfectamente.
Aunque, el gorro en si no posee poder mágico alguno, es un tesoro muy preciado para su portadora.
Tiene 6 años de edad y su signo zodiacal es Escorpio.
Voz en español: Miriam Aguilar

### Leia (Léia)
La princesa del Reino de las ballenas adora nadar junto a sus amigos animales durante varias horas.
Sus deberes como princesa es cuidar a los cetáceos de los cazadores y evitar que encallen en las playas. Estudia medidas de seguridad para ayudarlas. Ella tiene un hermano menor llamado Namio.
La estética de su familia posee una influencia Japonesa.
Tiene 7 años y su signo zodiacal es Tauro.
Voz en español: Vanesa Andrade

### Cirilo (Sirilo)
Uno de los pocos varones que han nacido en Salacia. Es el príncipe de los cangrejos.
Su corona es muy grande lo que a veces le da problemas al entrar en puertas angostas y moverse.
Tiene 7 años y su signo zodiacal es Cáncer.
Voz en español: Rodrigo Saavedra

### Pía (Lia)
Princesa del Reino de los peces león. 
Aunque los peces león suelen ser tímidos y mal humorados, Pía no soporta estar en su casa mucho tiempo y suele irse a jugar.
Le encantan las fiestas de cumpleaños y ver películas con sus amigas.
Tiene 6 años y su signo zodiacal es Leo.
Voz en español: Loreto Araya-Ayala

### Mauricio (Mauriço)
Su rol es de príncipe de los erizos de mar y su carácter no es aceptado por las chicas, pero si es aceptado por algunos de los chicos.
Le gusta jugar bromas a las niñas pinchándolas con sus púas, aunque en el fondo, es una buena persona.
Tiene 7 años y su signo zodiacal es Aries.
Voz en español: René Pinochet

### Caramelo
Es el príncipe de los caracoles de mar. Es un chico tranquilo y estudioso que usa gafas y usa palabras complicadas.
Tiene 7 años y su signo zodiacal es Aries. 
Voz en español: René Pinochet y Pablo Seisdedos

### Vivi
Ella es la princesa de las medusas. Es una niña muy alegre y su mayor sueño es convertirse en cantante.
Su casa, el Palacio Medusa, está rodeado de diversas corrientes marinas y Vivi suele entretenerse mucho con ellas, razón por la que muchas veces llegue tarde a algún compromiso. Además que ella siempre se viste de rosa claro.
Tiene 7 años y su signo es Acuario.
Voz en español: Carolina Villanueva

### Julia y Jessica (Juli e Jessie)
Son gemelas princesas de los peces payaso. Jessica es muy alegre, mientras Julia es algo malhumorada.
Aunque a veces discutan por cosas irrelevantes, se cuidan una a la otra. Además que Julia siempre se viste de naranja mientras que Jessica siempre se viste de negro.
Tienen 6 años y su signo zodiacal es Géminis.

### Angélica
Es la princesa de los peces ángel. Es muy alegre, amable y simpática, aunque a veces puede estar un poco distraída.
Tiene un pez ángel mascota, llamado Scooter.
Tiene 7 años y su signo zodiacal es Tauro.
Voz en español: Carolina Villanueva

### Marli
Ella es la princesa de los peces espada. Suele meterse en los asuntos de los demás y ser inoportuna.
Su personalidad es muy diferente a la original de los libros. Además que siempre se viste de gris oscuro y le gusta dominar las mentes de los humanos. Es la rival de Ester y sus amigas, aunque ocasionalmente suelen llevarse bien.
Tiene 7 años y su signo zodiacal es Piscis.
Voz en español: Vanesa Silva

### Vito
Hermano mayor de Tiburina. Adora el arte, sin embargo su padre, el Rey Tiburón, prefiere que su hijo practique en los deportes.
A pesar de la inconformidad de su progenitor inicial, este gradualmente termina apreciando el talento de Vito y lo anima a seguir con su sueño artístico. Durante todos los episodios que se transmiten antes de que Vito aparezca, Tiburina parece ser hija única, porque Vito tardó varios episodios en aparecer. Sólo con su aparición y lo que se dice de él, se revela que Tiburina nunca fue hija única, pero antes de que ella finalmente lo acepte, pareciera que no lo quiere ni siquiera como hermano.
Tiene 13 años y su signo zodiacal es Sagitario. 
Voz en español: Abel Musa

## Otros Personajes

### Señorita Marcia (Profesora Márcia)
Es la maestra de la escuela del Reino de Salacia, se encarga de instruir a los jóvenes para su futuro.
Es muy simpática y amable, aunque suela ser exigente a veces.
Marcia ha sido escogida por la Diosa Salacia para instruir a los pequeños.
Voz en español: Elvira Cristi

### Reina Tiburón (Rainha Tubarão)
Es la madre de Tiburina y Vito, y la monarca del Reino de los Tiburones. Ella no suele aparecer sola, sino con su esposo, el Rey Tiburón. La Reina Tiburón habla con acento sudamericano, lo que, irónicamente, no es indicativo de la realeza.
Voz en español: Jessica Toledo

### Rey Tiburón (Rei Tubarão)
Padre de Tiburina y Vito, es el monarca del Reino de los Tiburones, es el hombre más poderoso en el Reino de Salacia.
Antes de ser rey, era un fuerte guerrero. Gobierna su reino con mano de hierro y se encarga de mantener a los tiburones en el tope de la cadena alimenticia.
Voz en español: Daniel Seisdedos

### Rey Pulpo (Rei Polvo)
Es el padre de Pulpina y el Gobernante del Reino de los Pulpos. Es conocido por su bondad y sabiduría. 
Es un gran diplomático y prefiere resolver los problemas con diálogo, al contrario del Rey Tiburón.
Él también es un guerrero, salvando una vez a su hija Pulpina de un grupo de tiburones hambrientos. A veces, suele ser algo exigente.
Voz en español: Sandro Larenas

### Rey Manta-Raya (Rei Arraia)
Es el padre de Soraya y OC, y el Gobernante del Reino del Manta-Raya. Es conocido por su bondad y sabiduría. Es un gran diplomático y prefiere resolver los problemas a través del diálogo, a diferencia del Rey Tiburón. También es un guerrero, una vez salvó a su esposa, la reina de las Manta-Raya, y a su hija Soraya de una banda de Ladrones, llamada así por los Ladrones de Jerry o villanos más viciosos en el reino del terror cerca del Reino Abisal Hambriento. Tiende a ser un poco exigente a veces.

### Rey Estrella de Mar (Rei Estrela-do-Mar)
Se trata del Monarca del Reino de las Estrellas de Mar y padre de Ester. Es una persona alegre y bonachona, siempre haciendo reír a sus amigos.
Él adora a los niños y lleva a su hija para que se divierta con las demás princesas.

### Señor Actual El Rey de las Tierras Firmes (Senhor Corrente O Rei-dos-Terras-Firmes)
Es el villano de los secuestradores de las princesas y del barco continental.  Su plan es capturar a Pulpina, Ester y Tiburina, y no dejar escapar a las princesas y también detener y deshacerse de las princesas.